# Kuvera semihyalina
Kuvera semihyalina är en insektsart som beskrevs av William Lucas Distant 1906. Kuvera semihyalina ingår i släktet Kuvera och familjen kilstritar. Inga underarter finns listade i Catalogue of Life.